# Boxhole-kráter
A Boxhole-kráter egy becsapódási kráter Ausztrália Északi területén, Alice Springs várostól légvonalban 180 kilométer távolságban északkeleti irányban, 482 méteres tengerszint feletti magasságban. A kráter átmérője mintegy 178 méter, a sánc átlag 16 méter magas. Korát néhány ezer évre becsülik. Nevét a közeli Boxhole marhatenyésztő gazdaságról kapta.

## Felfedezése
1937-ben Joe Webb, ausztrál birkanyíró munkás fedezte fel a krátert. Tudományos alapossággal a Webb által értesített Cecil Madigan geológus tanulmányozta. Ő találta meg az első vasat és nikkelt tartalmazó meteoritdarabokat, melyek igazolták a képződmény becsapódásos eredetét. Egy későbbi kutatás során egy 82 kilogrammos darabot is találtak, mely később a Londonban, a Természettudományi Múzeumban lett kiállítva.

## Megközelítése
A kráter viszonylag könnyen megközelíthető Alice Springs illetve a Stuart Highway irányából, a teljes távolság kb. 300 kilométer, melynek jelentős részét aszfaltúton lehet megtenni. A földút szakasz a teljes távolság kb. harmada.
Alice Springstől északi irányban a Stuart Highway országúton kb. 70 kilométer után kelet felé indul a Plenty Highway, ami az első részén aszfaltozott út, de mintegy 140 kilométer után jól karbantartott földútként folytatódik. Ezután kb. 26 kilométer Atitjere aboriginal település, ahol kisebb vásárlási lehetőség és segítségnyújtás is van. A településtől 20 kilométer után északnak kell fordulni egy kisebb földútra. Ezen nagyjából 40 kilométert kell haladni előbb északi, majd északkeleti irányban.
Egy patakmeder után erről indul északi irányba a kráterhez vezető út, elmegy egy kisebb tanya mellett,  visszakanyarodik délnek, majd ezután következik közvetlenül az út mellett keleti irányban a kráter. Ez a kis földút ezután visszakanyarodik a kiinduló földútba, teljes hossza kb. 4 kilométer.

## Felkeresése
A Boxhole Ausztrália egyik legjobban megőrződött meteoritkrátere. Noha közel 300 kilométer a legközelebbi várostól, ez helyi viszonylatban kis távolságnak  számít. A kráternél semmiféle szolgáltatás nincs. Kialakított parkolóhely, turistaösvény sem található.
A hely felkeresésére ugyanazok a szabályok vonatkoznak, mint az Outback többi sivatagos területére. Utazásra a június és július a legalkalmasabb, ekkor elviselhető a nappali meleg. Az ausztrál nyárban, december környékén akár 45 Celsius-fok is lehet árnyékban, valamint a földutakat keresztező patakok is megáradhatnak, akár hetekig tartó útlezárást okozva.
A földút szakasz viszonylag rövid, valamint nem túl néptelen tájon vezet keresztül, ezért jó időjárási viszonyok mellett nem feltétlenül szükséges terepjáró, egy jó állapotú, jól felszerelt és jól karbantartott személyautó is megfelel. Gondoskodni kell bőven elegendő üzemanyagról, két pótkerékről, biztonsági okokból több napra elegendő élelemről és ivóvízről. Pontos térkép és legalább iránytű nélkülözhetetlen, GPS, navigátor, bérelhető műholdas telefon nagyon ajánlott. A kráter gyalogos megközelítésénél ügyelni kell a veszélyes állatokra (pl. kígyók), de a békésnek tűnő állatokat is jobb kerülni (pl. marha, kenguru). Hosszabb sétához túracipő, napsapka, napszemüveg és feltétlenül ivóvíz szükséges. Elakadás esetén a járművet nem szabad messzire elhagyni, meg kell várni a segítséget.